# Joseph Deleplanque
Joseph Deleplanque (1876-1915) fue un deportista belga que compitió en remo. Ganó siete medallas en el Campeonato Europeo de Remo entre los años 1897 y 1899.

## Palmarés internacional
| Campeonato Europeo | Campeonato Europeo | Campeonato Europeo | Campeonato Europeo |
| Año                | Lugar              | Medalla            | Prueba             |
| ------------------ | ------------------ | ------------------ | ------------------ |
| 1897               | Pallanza (Italia)  | Medalla de oro     | Scull individual   |
| 1898               | Turín (Italia)     | Medalla de oro     | Scull individual   |
| 1898               | Turín (Italia)     | Medalla de oro     | Ocho con timonel   |
| 1898               | Turín (Italia)     | Medalla de plata   | Dos con timonel    |
| 1899               | Ostende (Bélgica)  | Medalla de oro     | Ocho con timonel   |
| 1899               | Ostende (Bélgica)  | Medalla de plata   | Scull individual   |
| 1899               | Ostende (Bélgica)  | Medalla de plata   | Dos con timonel    |